# Милош Минић
Милош Минић (Прељина, код Чачка, 28. август 1914 — Београд, 5. септембар 2003) био је учесник Народноослободилачке борбе, правник, друштвено-политички радник СФРЈ и СР Србије, јунак социјалистичког рада и народни херој Југославије.

## Биографија
Рођен је 28. августа 1914. године у селу Прељини, код Чачка. Основну школу је завршио у родном месту, а гимназију у Чачку, 1933. године. Потом је студирао на Правном факултету у Београду, где је дипломирао 1938. године.
Још за време школовања, као ученик виших разреда Чачанске гимназије, приступио је револуционарном омладинском покрету, али је револуционарним радом почео активније да се бави по доласку на Београдски универзитет, 1933. године. Учествовао је у демонстрацијама и другим акцијама које је на Универзитету организовала Комунистичка партија Југославије (КПЈ). Године 1935. је ступио у Савез комунистичке омладине Југославије (СКОЈ), а 1936. и у чланство КПЈ. Убрзо потом био је изабран у партијско руководство на Правном факултету.
У то време радио је на решавању економских проблема студената и руководио радом студентске „Самопомоћи“. Био је председник Опште студентске мензе, секретар Потпорног удружења студената, члан Акционог одбора стручних студентских удружења и један од најактивнијих организатора студентских демонстрација и штрајкова. Учествовао је и у организовању великих студентских демонстрација, 4. априла 1936. године.
Године 1938. Милош Минић је био изабран за члана Универзитетског комитета КПЈ у Београду, али убрзо затим одлази на рад у Покрајински комитет СКОЈ-а за Србију, а онда у Чачак као члан Окружног комитета КПЈ. Због активног политичког рада био је прогањан и хапшен неколико пута. Минић је после општинских избора 1938. године, заједно са Момом Марковићем написао брошуру — „Ко има право да говори у име Београда?“. У њој је извршена анализа избора, приказан терор који је Влада предузимала против комунистичких симпатизера и најзад њен политички пораз. Ова брошура, илегално штампана у Крагујевцу, је одмах откривена, а Милош Минић и Мома Марковић су били прогоњени.
У Београду је Минић завршио Правни факултет 1938. године и вратио се у Чачак, где је радио као адвокатски приправник и члан Окружног комитета КПЈ. Због његовог политичког деловања, тадашње Министарство унутрашњих послова је у мају 1940. године донело решење да се Милош Минић интернира у концентрациони логор у Билећи, због чега је поново прешао у илегалност. Покрајински комитет КПЈ за Србију упутио га је у Крушевачки округ на рад. Партијска организација Крушевачког округа била је разбијена после две велике провале (1935. и 1937). Требало је хитно обновити и развити партијску организацију. У условима појачаних полицијских претњи био је то тежак задатак, али и велико искушење. Непосредно пред Пету земаљску конференцију КПЈ одржана је окружна партијска конференција, на којој је Милош Минић био изабран за секретара Окружног комитета КПЈ за Крушевац.

### Народноослободилачка борба
Одмах после догађаја од 27. марта 1941. године Милош Минић је упућен у Ваљево, као инструктор Покрајинског комитета КПЈ за Србију, при Окружном комитету КПЈ за Ваљево. После окупације Југославије, он је био један од организатора устанка у ваљевском крају. Радио је на организовању прикупљања оружја и другог ратног материјала, прикупљању бораца, пропагирању Народноослободилачког покрета (НОП) и активно учествовао у организовању Ваљевског партизанског одреда.
Када је сазнао да се у ваљевском крају налази и пуковник Дража Михаиловић, крајем јула 1941. године, водио је преговоре с њим ради његовог придобијања за заједничку борбу. Тада су били направљени први први службени контакти између Народноослободилачког и Четничког покрета. Милош је, у пратњи Драгојла Дудића и доктора Миодрага Јовановића, предводио партизанску делегацију, а на четничкој страни је преговарао поручник Нешко Недић. До договора није дошло, али је закључено да је јединствени циљ и једних и других борба против окупатора.
У време формирања, како партизанских, тако и четничких одреда на слободној територији западне Србије, односи су почели да се погоршавају. До нових преговора опет долази преко Милоша Минића, половином августа 1941. године. После добијених инструкција од по директиви Главног штаба НОПО Србије, из Београда, у пратњи Драгојла Дудића поново креће на Равну гору. Нарочита се дискусија водила између Милоша Минића и књижевника Драгише Васића. Они су се познавали из Београда. Минић је напоменуо да је сазрело време за почетак једне свеопште народне борбе, како партизанских, тако и четничких одреда. Дража Михаиловић је напоменуо да се не пренагли због могућих немачких одмазди. И ови разговори су завршени без видљивог напретка.
У међувремену, Минић је дошао у додир са војночетничким одредом „Зечевић-Мартиновић“, који је био вољан да се бори. Крајем августа, православни свештеник Влада Зечевић и инжињеријски поручник Ратко Мартиновић упутили су се на заједнички састанак на Мачковом камену. На крају је постигнут споразум о нападу на варошицу Крупањ. После освајања Крупња, расправљало се о стварању нових органа власти. Дошло је до састанка у селу Кржави између Минића, Зечевића и Драгојла Дудића. На предлог Минића и Зечевића, орган власти у Крупњу је назван „Народни одбор варошице Крупањ“. После конституисања овог тела, Милош Минић је одржао велики скуп на коме је највише говорио о новој „народној власти“, и укидању дотадашње власти и свих њених органа (среског начелства, општине, жандармеријске станице, среских судова, пореске управе, катастарске секције и др.)
Око 11. септембра 1941. поновно је дошло до сусрета Милоша Минића са Дражом Михаиловићем поводом напада четника на партизане у селу Плканиници (Мионица) којим је руководио лично Дража Михаиловић.
Половином септембра, Минић добија задатак да сачека генералног секретара КПЈ, Јосипа Броза Тита, на простору ваљевске територије. Тито је стигао у село Робаје, 18. септембра 1941. године, где га је задржала партизанска чета. Минић је дошао и препознао Тита. Тито се највише интересовао за односе партизана и четника Драже Михаиловића. Минић му је поднео извештај, а Тито је тражио састанак са Дражом. Тако је Милош Минић са Титом, Обрадом Стефановићем и Војиславом Рафаиловићем поново кренуо Дражи у сусрет, у селу Струганик, 19. септембра 1941. године где је заказан састанак. Разговори су се водили у кући војводе Живојина Мишића. Са Дражом Михаиловићем налазио се и син војводе Живојина Мишића, мајор Александар Мишић, начелник Врховне команде, потпуковник Драгослав Павловић и Драгиша Васић. И после ових разговора није дошло до неког помака. Договорено је само да се мобилизација изводи без присиле и да се две стране не сукобљавају. На крају, Милош Минић је као успомену поклонио Драгославу Павловићу свој пиштољ „Валтер“, а овај му је дао војно-државни пиштољ који су носили официри бивше Југословенске краљевске војске. Интересантно да је тај исти пиштољ, по Минићевим речима, њега спасао од Дражиних четника у селу Баставу, недалеко од Крупња 1942. године.
После немачке офанзиве на западну Србију и одласка главнине партизанских снага у Санџак, Минић је добио задатак да остане на свом терену и настави дотадашњи посао. Средином децембра сазвано је окупљање политичких руководилаца устанка из шабачког и ваљевског краја и партизанских руководилаца Мачванског и Ваљевског партизанског одреда. Скуп је одржан у Драгодолу 15. децембра 1941. године. Милош Минић је водио овај скуп и тражио је да се партизанске јединице реорганизују, у мање покретљиве јединице да би се искра устанка одржала у народу, те да свака група иде на своју територију и шири устанак. Минић је нарочито инсистирао на поштовању гвоздене партизанске дисциплине. Наредио је да нема опијања, силовања, крађе, свирепих убистава и коцке. Током читаве 1942. године, под најтежим околностима за Народноослободилачки покрет, неуморно је радио на јачању јединства народа Србије на организовању покрета и борбе.
Као секретар Окружног комитета КПЈ у Чачку наставио је да ради и током 1943. и 1944. године, све до повратка јединица НОВ и ПОЈ у Србију. После ослобођења Београда, добија дужност начелника Одељења за заштиту народа (ОЗН) за Град Београд.

### Послератно доба
По ослобођењу Србије, 1944. године, постаје посланик Антифашистичке скупштине народног ослобођења Србије (АСНОС). Априла 1945. године је именован за јавног тужиоца НР Србије. После именовања за јавног тужиоца, поново је преведен у војну службу, с чином пуковника. Био јавни тужилац на суђењу Драгутину Кесеровићу, Воји Лукачевићу, Бранку Гашпаревићу и другима.
Минићев највећи правни случај био је тзв. „Београдски процес“, одржан између 10. јуна и 15. јула 1946. године у згради Војног пешадијског училишта на Топчидеру, у Београду. У поступку је наступао као главни тужилац. Први међу оптуженима био је генерал Дража Михаиловић, вођа Равногорског покрета, због чега је овај процес познат и као „суђење Дражи Михаиловићу“. Поред њега, оптужено је било још двадесет троје особа — припадници ЈВуО, затим војни команданти и политички функционери Недићевог режима и Љотићевог покрета, као и предратни српски политичари анти-комунистичког опредељења; оптужени су били и чланови бивше Југословенске владе у избеглиштву, којима се судило у одсуству.
Од 1945. године Минић је непрекидно био биран за посланика Народне скупштине НР Србије и за посланика Народне скупштине ФНРЈ, првог и другог сазива. Био је члан Уставотворног одбора Уставотворне скупштине ФНРЈ и учествовао је у изради првог Устава ФНРЈ, 1946. године. Као председник Уставног одбора Уставотворне скупштине Србије, руководио је израдом првог Устава НР Србије, 1947. године.
На Петом конгресу КПЈ у Београду, јула 1948. године, био је председник Изборне комисије која је имала задатак да саопшти резултате за избор новог Централног комитета после гласања. Када је Минић прочитао Титово име са 2.318 гласача (колико је и било учесника Конгреса), прекинут је огромним аплаузом и песмом. Покушао је да настави читање резултата, али му делегати то нису дозволили. Конгрес се завршио певањем „Интернационале“.
У својој дугој политичкој каријери, обављао је многе одговорне државне дужности:
- министар у Влади НР Србије, од 1950. до 1953. године,
- члан Савезног извршног већа (СИВ), од 1953. до 1956. године,
- председник Градског народног одбора Београда, од 1955. до 1957. године,
- председник Извршног већа НР Србије, од 1957. до 1962. године,
- члан Савезног извршног већа, од 1962. до 1963. године,
- потпредседник Савезног извршног већа, од 1963. до 1965. године,
- председник Савезног већа Савезне скупштине СФРЈ, од 1966. до 1967. године,
- члан Савета федерације, од 1966. до 1974. године,
- председник Скупштине СР Србије, од 1967. до 1969. године,
- потпредседник Савезне скупштине СФРЈ, до 1969. до 1972. године,
- Савезни секретар за иностране послове СФРЈ, од 1972. до 1978. године.

За члана Централног комитета Комунистичке партије Србије изабран је на Првом конгресу, маја 1945. године. Члан Политбироа ЦК КПС био је од 1948. до 1962, а члан Извршног комитета ЦК СК Србије, до јуна 1963. године. За члана Централног комитета СКЈ, биран је од Шестог конгреса КПЈ. Члан Извршног комитета ЦК СКЈ је постао јула 1963. године. Учествовао је као члан Комисије, у припреми и изради Програма СКЈ, усвојеном на Седмом конгресу СКЈ, 1958. године. На Деветом конгресу СКЈ, 1969. године, изабран је за члана Сталног дела Конференције СКЈ, а на Десетом конгресу СКЈ, 1974. године је изабран за члана Председништва ЦК СКЈ. Поред овога, био је и члан Председништва Главног одбора ССРН Србије и члан Савезног одбора ССРН Југославије.
У име СФРЈ је 10. новембра 1975. потписао Озимски споразум, којим је граница између Југославије и Италије коначно установљена.
Из политичког живота се повукао 1990. године. После распада СФРЈ више се није појављивао у медијима и на телевизији. Повукао се у своју викендицу близу Чачка, где је живео до 2003. године. Почетком 2003. године вратио се у Београд, а последње појављивање му је било у подгоричком листу „Данас“, марта 2003. године.
Умро је 5. септембра 2003. године у Београду, у својој 90. години живота. Кремиран је и сахрањен на Чачанском гробљу, поред своје супруге. Био је ожењен Милком Минић (1915—2000), такође учесницом Народноослободилачког рата (НОР) и друштвено-политичком радницом, са којом је имао две ћерке. Њихова ћерка Јелица је једно време била помоћник министра спољних послова СРЈ, Горана Свилановића.

## Књиге и одликовања
Милош Минић је написао и објавио објавио три књиге, са тематиком из Народноослободилачког рата (НОР):
- Омладински покрет у рату и револуцији у Србији 1941—1945
- Рат и револуција у Србији 1941—1945
- Народноослободилачки или грађански рат у Србији (1941—1945)

Носилац је Партизанске споменице 1941. и других југословенских одликовања, међу којима су — Орден јунака социјалистичког рада, Орден народног ослобођења, Орден заслуга за народ са златном звездом и Орден братства и јединства са златним венцем. Орденом народног хероја одликован је 9. октобра 1953. године.